# Мандрил
Мандрил (Mandrillus sphinx) је врста примата (Primates) из породице мајмуна Старог света (Cercopithecidae).

## Распрострањење
Врста је присутна у Габону, Екваторијалној Гвинеји, јужном Камеруну и Републици Конго.

## Станиште
Мандрил има станиште на копну.

## Угроженост
Ова врста се сматра рањивом у погледу угрожености врсте од изумирања.

### Популациони тренд
Популациони тренд је за ову врсту непознат.